# Vidfilm
Vidfilm (informellt även bredbild) avser bildformat för 35 mm film där normalbilden (vilken har bildförhållandet 1,37:1) maskas för att skapa en bredare bild. Maskning innebär att en del av filmbilden täcks för i projektorn.
På biografer visas europeiska filmer oftast i något av bildformaten 1,66:1 eller 1,75:1, medan amerikanska biofilmer har 1,85:1 som standard för vidfilm.
Begreppen bredbild och widescreen avser, på svenska, huvudsakligen bildformat som är anpassat för tv- och datorskärmar. För detta är 16:9 (även kallad 1,78:1) den mest etablerade internationella standarden.
Vidfilmsformatet började användas på 1950-talet efter att det mycket breda formatet CinemaScope (2,35:1) lanserats.
Vidfilm skapas alltid genom maskning d.v.s. den är alltid, till skillnad mot CinemaScope, sfärisk (icke-anamorfisk). Filmformat som är bredare än normalbild och som inte skapas genom maskning kallas istället för Scope efter det första formatet CinemaScope.

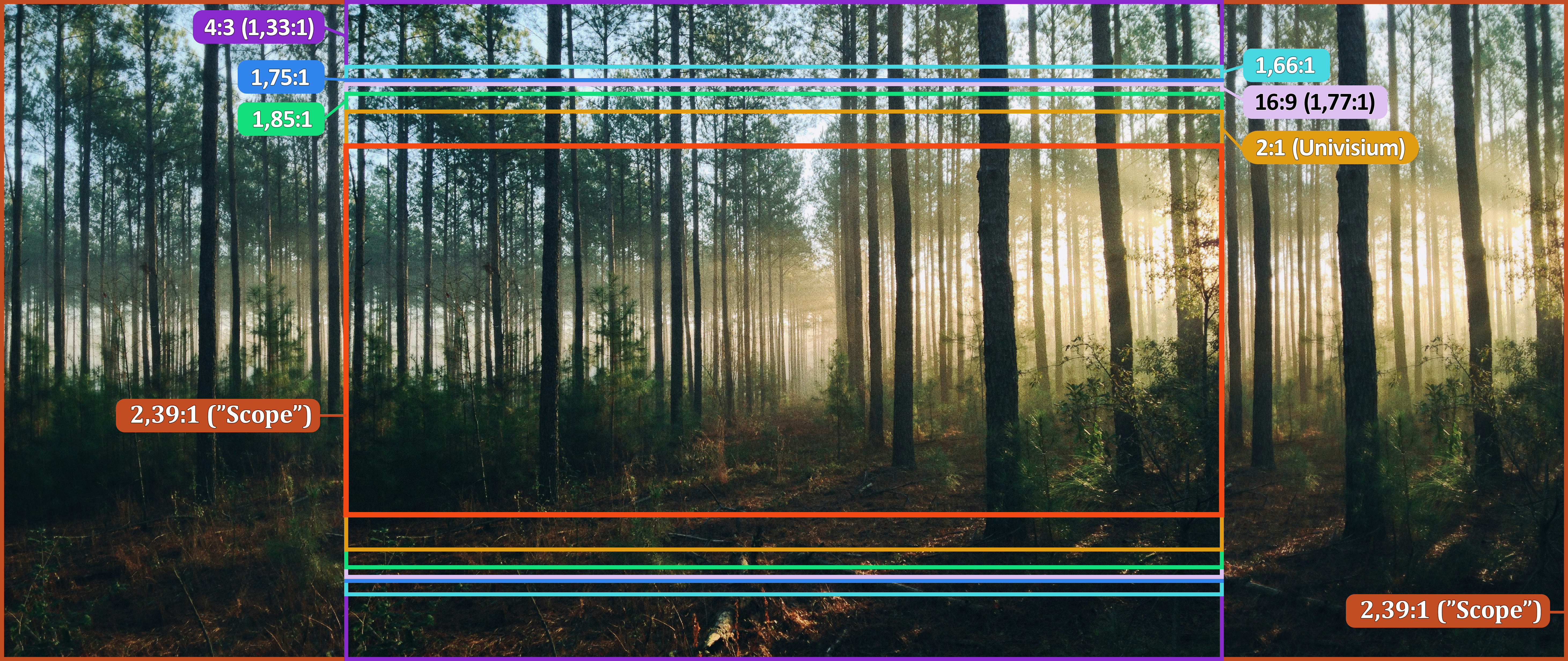
Bildformat som ofta används för vidfilm, bredbild samt normalbild